# Isole Spalmadori
Le isole Spalmadori o Spalmadore (in croato: Paklinski o Pakleni) sono un piccolo arcipelago che appartiene al comune di Lesina, nella Dalmazia, composto da 16 isole (più alcuni isolotti e scogli) situato a sud-ovest dell'isola di Lesina, da cui le divide il canale Spalmadori (Pakleni kanal). Le isole si trovano all'ingresso del porto di Lesina.

Il loro nome deriva dalla parola paklini, una resina di pino (si tratta del pino d'Aleppo, Pinus halepensis) che veniva utilizzata nelle costruzioni navali. Nel linguaggio popolare, sono soprannominate "isole infernali" per l'assonanza con la parola pakao che significa inferno.
Le isole si sviluppano lungo una linea est-ovest, il punto più orientale dell'arcipelago si trova su Pocognidol (Pokonji Dol) e il punto più occidentale sull'isolotto Martellozzi Grande (Vodnjak Veli).
Hanno una superficie di circa 7 km²; la quota massima, di 93,8 m, è su San Clemente (Sveti Klement), la maggiore delle isole.
I villaggi presenti sulle isole, come Palmesana detta anche Porto Spalmadore (Palmižana), San Clemente (Vlaka) e Bebici (Momića Polje) che si trovano su San Clemente e Ždrilca su Forca, non hanno una popolazione permanente, ma stagionale, nel periodo estivo.

## Le isole

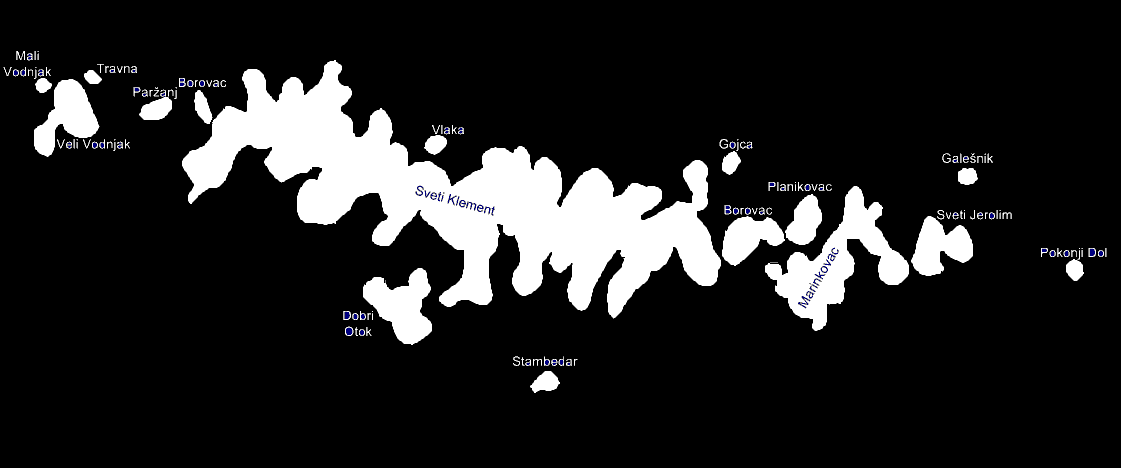
Mappa delle isole Spalmadori

Da ovest ad est:
- isolotto Martellozzi Grande[6][8], Martellozzi[5], Vodegnach[7] o Veli Vodgnach[9] (Vodnjak Veli o Veliki).
- Martellozzi Piccolo[6] (Vodnjak Mali), a nord-ovest del Grande, a circa 100 m[1]; ha un'area di 0,0081 km²[10] e la costa lunga 338 m[10] 43°10′30″N 16°18′39″E.
- scoglio Carboni[5][6] (hrid Karburn), a nord del Martellozzi Grande, alla distanza di 120 m[1]; ha un'area di 0,0011 km²[10] 43°10′35″N 16°18′51″E.
- Trauna[5][6] (Travna), isolotto ovale a nord-est di Martellozzi Grande, a circa 140 m[1]; ha una superficie di 0,0096 km²[10] e lo sviluppo costiero è di 374 m[10] 43°10′33″N 16°19′03″E.
- scoglio Lingua[5][6] o Lengua[9] (hrid Lengva), a nord-est dell'isolotto Martellozzi, e 300 m[1] a nord dell'omonimo isolotto; ha un'area di 0,0017 km²[10] 43°10′34″N 16°19′31″E.
- isolotto Lingua[5][6] o Lengua[7], o scoglio Parsain[9] (Paržanj), tra l'isolotto Martellozzi e San Clemente, di forma ovale, ha una superficie di 0,039 km²[10] e lo sviluppo costiero è di 0,80 km[10], l'altezza massima è di 16 m[1] 43°10′21″N 16°19′35″E.
- Borovaz[5][9] o Borovaz di Maestro[6] (Borovac), piccola isola di forma allungata (ha una lunghezza di circa 350 m) tra l'isollotto Lingua e San Clemente; ha una superficie di 0,021 km²[10] e lo sviluppo costiero è di 0,56 km[10] 43°10′23″N 16°19′58″E.
- San Clemente (Sveti Klement), l'isola maggiore, dalla forma molto frastagliata, con l'altezza massima del Col Grande[11] (Vela glava) di 93,8 m[1].
- Ulacca[5] o Vlasco[6] (Vlaka), isoletta rotondeggiante, a nord del centro abitato di San Clemente; ha una superficie di 0,0213 km²[10] e lo sviluppo costiero è di 560 m[10] 43°10′10″N 16°21′56″E.
- scoglio Baba[5][6] o scoglio della Nonna[8] (hrid Baba), a nord di Porto Spalmadore[5] (luka Palmižana); ha una superficie di 1075 m²[10] 43°10′55″N 16°23′43″E.

- Goizza[6] o Goiza[7] (Gojca), piccola, rotondeggiante, a nord-est della baia Palmisana e di capo Ismetiste[5] (Izmetište); ha una superficie di 0,0214 km²[10] e lo sviluppo costiero è di 549 m[10] 43°10′02″N 16°24′19″E.
- Isolabuona[5], Isola Buona[6], Scoglio Buono o Dobrotoch[7] (Dobri otok), di forma irregolare, si trova sul lato sud di San Clemente, di fronte a Porto San Clemente[5] (luka Soline), 180 m[1] a ovest di punta della Guardia[5] (rt Stražica); ha una superficie di 0,297 km²[12], lo sviluppo costiero è di 2,79 km[12], l'altezza è di 51 m 43°09′10″N 16°21′36″E.
- Stambedar[5][6] o Stanbedar[7] (Stambedar), piccola isoletta a sud di valle Stani Vecchi[5] (uvala Stari stani), è la più meridionale del gruppo. La sua forma è triangolare e ha un'altezza di 30,4 m; la superficie è di 0,03 km²[12], lo sviluppo costiero è di 0,71 km[12] 43°08′44″N 16°22′49″E.
- Planchetta[5][6][7] (Pločice), situato 270 m[1] circa a est di Stambedar, è in realtà uno scoglio diviso in due parti con l'area rispettivamente di 2112 m²[10] e di 1126 m²[10] 43°08′45″N 16°23′07″E.

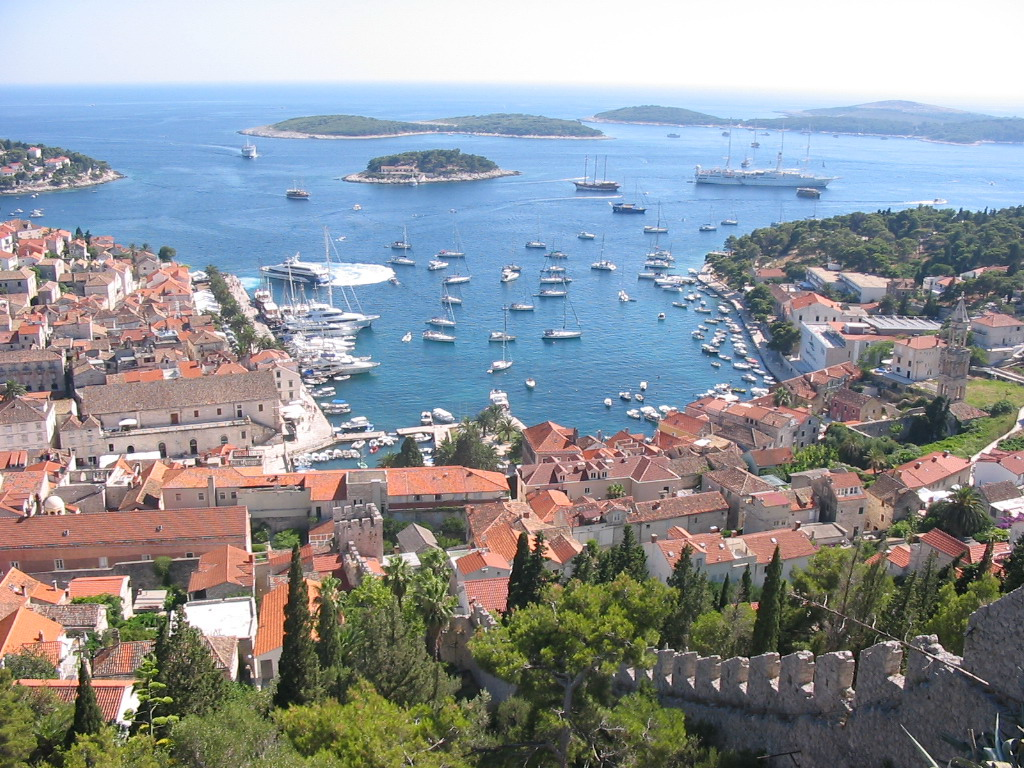
Le isole viste da Lesina: Gozze, San Girolamo e Forca (estrema destra)

- Borovaz[5][7] o Borovaz di Scirocco[6] (Borovac), isolotto a est di San Clemente, alla distanza minima di 80 m[1]; ha una superficie di 0,168 km²[12], lo sviluppo costiero è di 1,88 km[12], l'altezza è di 42 m[1] 43°09′40″N 16°24′37″E.
- Planicovaz[5][6][7] o Collinoso[8] (Planikovac), si trova a est di Borovaz, tra quest'ultimo e Forca; ha una superficie di 0,101 km²[12], lo sviluppo costiero è di 1,26 km[12], l'altezza è di 26 m 43°09′41″N 16°24′57″E.
- Mlin, scoglio rotondo tra Borovaz e Forca, alla distanza di soli 40 m da quest'ultima; ha una superficie di 0,011 km²[10] e la costa lunga 424 m[10] 43°09′23″N 16°24′41″E.
- Forca[5][8] (Marinkovac), isoletta di forma molto irregolare, situata di fronte al porto di Lesina.
- San Girolamo[5][8] o Jeronimo[7] (Jerolim), isolotto a est di Forca e a sud del porto di Lesina, ha una baia sud-est (uvala Kordovan) e sul lato orientale c'è un segnale luminoso. La sua superficie è di 0,207 km²[12], lo sviluppo costiero è di 2,37 km[12], l'altezza è di 22,4 m[1] 43°09′38″N 16°26′01″E
- Gozze[5] o Goce[5] (Gališnik o Galešnik), piccolo isolotto rotondeggiante, a nord di San Girolamo e nel porto di Lesina, a ovest di punta Croce[13] (Križni Rat); ha una superficie di 0,015 km²[12], lo sviluppo costiero è di 0,45 km[12], l'altezza è di 18,3 m[1]. 43°09′57″N 16°26′17″E
- Pocognidol[5][8] (Pokonji Dol), l'isolotto più orientale del gruppo, a sud-est del porto di Lesina.

## Storia
Quando i romani nella metà del II secolo a.C. si sono scontrati con le tribù illiriche, per esigenze strategiche e logistiche hanno utilizzato i porti di Torcola e delle isole Spalmadori. Nel villaggio di Ulacca sono stati ritrovati i resti delle residenze estive romane con mosaici che ornavano il fondo di piscine. Resti di architettura romana sono stati rinvenuti anche nella valle Ocoria (Okorija). A sud dello scoglio Nonna, sul lato nord di San Clemente, in corrispondenza della porto Spalmadore, hanno trovato i resti di un'antica nave romana, che trasportava più di 10.000 articoli di terracotta, mentre su Forca è stata registrata la maggiore concentrazione di ceramiche, e di resti di architettura romana. L'isoletta di Forca un tempo si chiamava Santo Stefano, ma non sono stati trovati resti di posti sacri a lui dedicati.
Nel 1539 i domenicani avevano un ospizio a San Clemente. Sulla piccola isola di San Girolamo, una volta proprietà dell'ordine francescano, c'era una piccola chiesa che è scomparsa alla fine del XV secolo. Durante il Medioevo sull'isoletta si estraeva il sale e si pascolava il bestiame.
Il 9 febbraio del 1695 vi fu una violenta battaglia navale tra Turchi e Veneziani presso le isole Spalmadori.
Il villaggio di Ulacca circonda la chiesa di San Clemente che risale al XVI secolo, chiesa che fu ricostruita in ricordo della battaglia di Lissa del 1866 e dell'affondamento della fregata corazzata austriaca Radetzky avvenuta nel 1869.

## Flora
La vegetazione è quella tipica della macchia mediterranea: leccio, mirto, assenzio, ginepro; in misura minore è presente una bassa foresta di pino d'Aleppo; sulle isole si trovano poi anche piante aromatiche mediterranee, tra le quali: Erica arborea, rosmarino, salvia, camomilla, timo, finocchio selvatico e alloro.

### Cartografia
- (HR) Mappa topografica della Croazia 1:25000, su preglednik.arkod.hr. URL consultato il 14 gennaio 2017.
- G. Giani, Carta prospettiva delle Comuni censuarie della Dalmazia, foglio 8, 1839. Fondo Miscellanea cartografica catastale, Archivio di Stato di Trieste.